# Zelem
Zelem est une section de la ville belge de Halen située en Région flamande dans la province de Limbourg. C'était une commune à part entière avant la fusion des communes de 1977.

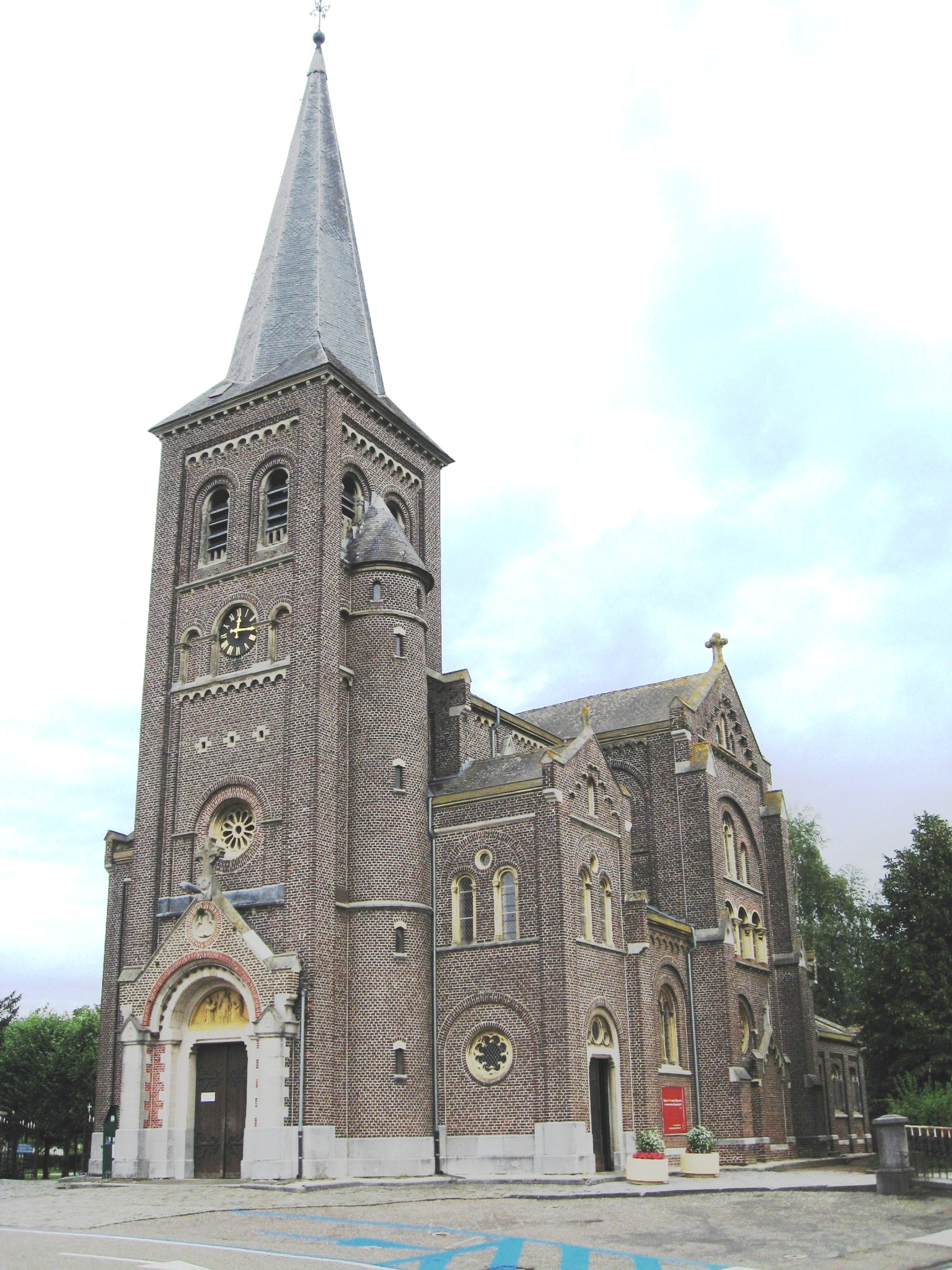
Église Saint-Lambert

## Évolution démographique
- Sources: INS, www.limburg.be et Ville de Halen